# Upplands runinskrifter 729
Upplands runinskrifter 729, även kallad "Ågerstastenen", är en runsten i Ågersta, Löts socken och Enköpings kommun i Uppland.

## Stenen
Runstenen är i grå granit, 2,07 meter hög, 2 meter bred och 0,6 meter tjock. Ristningen är tydlig och djupt huggen. Runhöjden är 5-10 centimeter.
Stenen är både ett gräns- och minnesmärke som står på ägogränsen mellan Hummelsta och Ågersta by. Den restes för att hedra Särev och i texten framgår att han bodde i Ågersta: "Hann byggi Agurstadum". Ornamentiken består av två rundrakar som i krumbuktande former täcker större delen av stenens bildyta och deras mittersta ben korsar varandra i motivets övre del. Stenen är ristad av Balle i Urnesstil. Den till nusvenska översatta inskriften följer nedan:

## Inskriften
Translitterering av runraden:
· uiþugsi · lit · raisa · stain · þiasn · iftiʀ · seref · faþur · sen · koþan · han · byki| |i · agurstam · hier mn · stanta · stan · miþli · bua · raþi · tekr · þaʀ · ryn si · runum · þim sum · bali · risti ·
Normalisering till runsvenska:
Viðhugsi let ræisa stæin þennsa æftiʀ Særæif/Sigræif, faður sinn goðan. Hann byggi i Agurstaðum. Hiær mun standa stæinn miðli byia. Raði drængʀ/tøkʀ þaʀ rynn se runum þæim, sum Balli risti.
Översättning till nusvenska:
Vidhugse lät resa denna sten efter Särev, sin gode fader. Han bodde i Ågersta.
Här skall stånda
stenen mellan byarna.
Råde den man
som runvis är
de runorna
som Balle ristade.